# Epanthidium desantisi
Epanthidium desantisi är en biart som beskrevs av Urban 1992. Epanthidium desantisi ingår i släktet Epanthidium och familjen buksamlarbin. Inga underarter finns listade i Catalogue of Life.